# Jardín Botánico de Greifswald

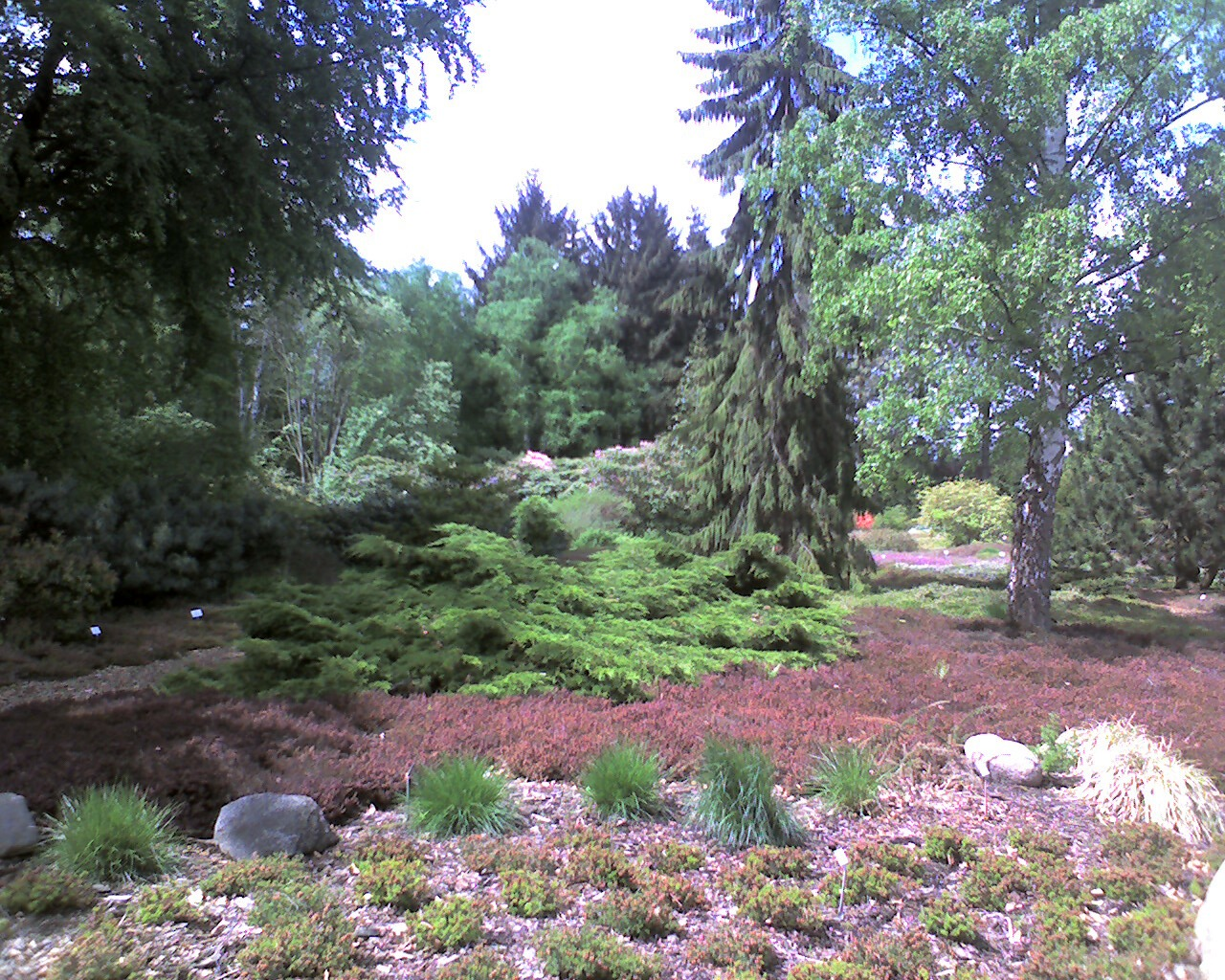
Vista de los brezos en el "Heidegarten Arboretum".

El Jardín Botánico de Greifswald en alemán : Botanischer Garten Greifswald es un jardín botánico (2 hectáreas) y arboreto (7 hectáreas), que fue fundado en 1763, y es uno de los jardines botánicos más antiguos de Alemania así como uno de los jardines de investigación más antiguos del mundo. Está asociado a la Universidad de Greifswald. Su código de reconocimiento internacional como institución botánica así como de su herbario es GFW.

## Localización
Botanischer Garten Ernst-Moritz-Arndt-Universität
Grimmer Strasse 88, D-17489 Greifswald, Deutschland-Alemania.
54°5′37″N 13°22′1″E / 54.09361, 13.36694
Se encuentra abierto todo el año.

## Historia

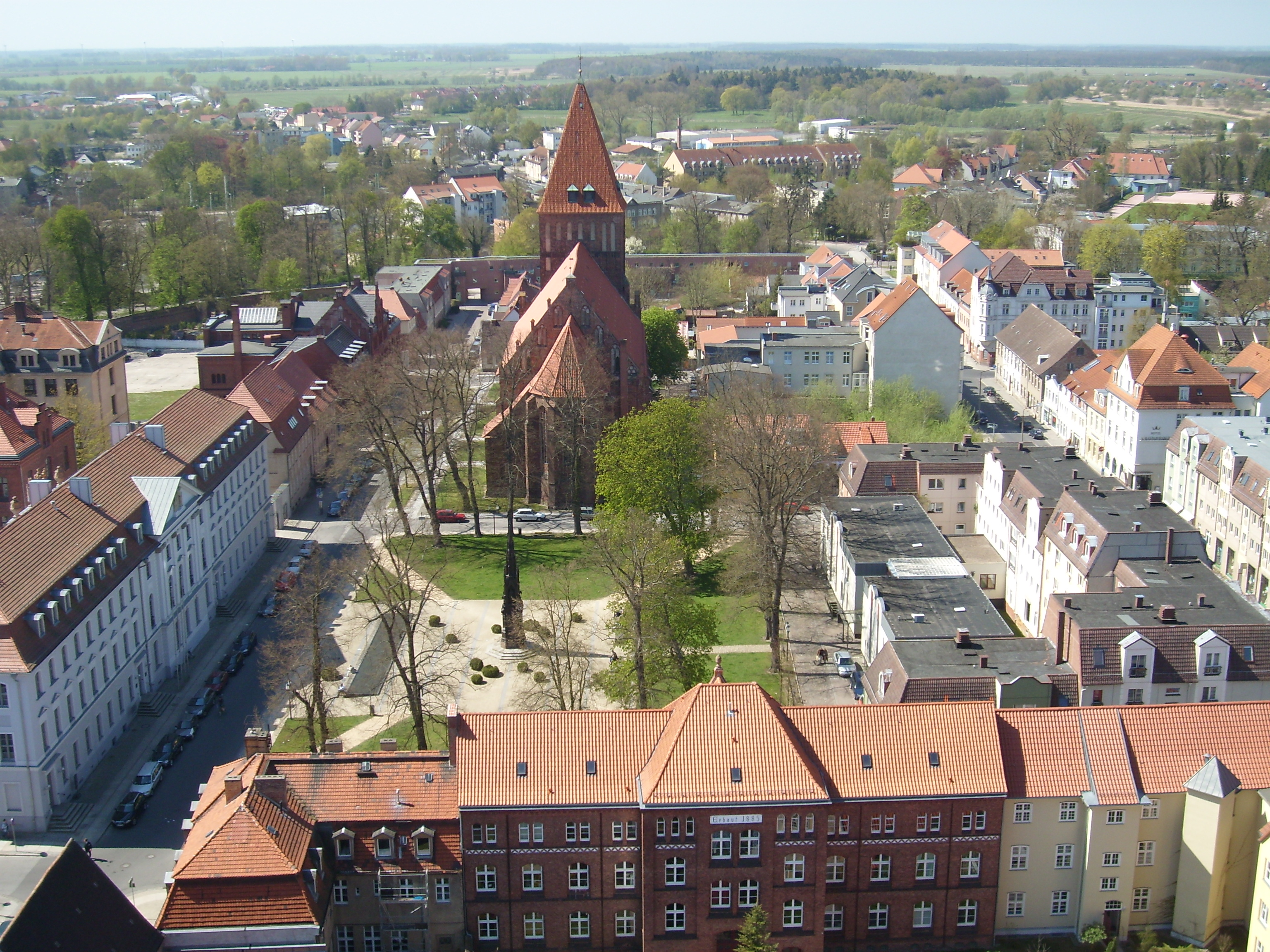
El jardín botánico estaba antiguamente situado más allá del edificio administrativo blanco de la izquierda, pero fue trasladado a su ubicación actual en la década de 1880.

El jardín botánico de Greifswald fue fundado en 1763 por Samuel Gustav Wilcke como un hortus medicus,  i.e. para suministro de plantas medicinales para medicaciones. En un period corto de tiempo, las plantas del jardín botánico sirvieron para propósitos no solo de suministro de medicaciones sino con fines científicos y el jardín se renombró como hortus academicus un año más tarde.
Originalmente, el jardín botánico estaba situado cerca del edificio administrativo principal de la universidad de Greifswald, pero la bulliciosa actividad del edificio durante el siglo XIX hizo necesaria una relocalización. 
El profesor Julius Münter facilitó el traslado a un área de dos hectáreas al oeste del centro de ciudad, que fue terminada en 1886. Dieciséis invernaderos se sitúan a través del jardín actual, la mitad de los cuales están abiertos al público.
En la actualidad el jardín botánico y el arboreto son utilizados por la universidad y los estudiantes para los propósitos de la investigación y de la enseñanza.

## Colecciones
El jardín botánico consta de 16 invernaderos (Gewächshaus) y las zonas de cultivos al aire libre que los rodean (Freiland). El área toata es de 2 hectáreas. Se localiza en Grimmer Str. 88. Alberga unas 7,000 plantas.
- Arboretum, el arboreto que tiene un tamaño total de 7 hectáreas, se encuentra ubicado en Friedrich-Ludwig-Jahn-Str., que es cerca de la biblioteca de la universidad de Greifswald y del Hospital clínico de la universidad. El arboreto alberga alrededor de 1,500 plantas y árboles.

## Literatura
- König, Peter. 2007. Der Botanische Garten Greifswald. Führer durch die Gewächshäuser, das Freiland und das Arboretum. Greifswald: Botanischer Garten